# 酸化カリウム
酸化カリウム（さんかカリウム、potassium oxide）はカリウムの酸化物で、化学式 K2O の化合物。

## 生成
1. 硝酸カリウムと金属カリウムを熱することで得られる[2]。
{\displaystyle {\ce {2KNO3\ + 10K -> 6K2O\ + N2}}}
2. 金属カリウムを少量の空気と反応させ、過剰の未反応の金属カリウムを蒸留により除いて合成する[3]。
{\displaystyle {\ce {4K\ + O2 -> 2K2O}}}

## 化学的性質
結晶固体は立方晶系に属し、逆蛍石型構造をとり、フッ化カルシウムのカルシウムイオンの位置に酸化物イオン、フッ化物イオンの位置にカリウムイオンが配置する。その格子定数はa = 6.436Åである。室温では白色固体であるが、加熱時は黄色を呈する。
水に入れると高熱を発して水酸化カリウムとなって溶ける。空気中の水にも反応するので危険である。ΔH = −317.4 kJ mol−1.
{\displaystyle {\ce {K2O\ + H2O -> 2KOH}}}

## 岩石の組成表示
岩石の組成は一般的に酸化物の形で表示されるが、K2Oと表示されていても酸化カリウムとして含まれるわけではなく、正長石 KAlSi3O8などケイ酸塩として含まれる。例えば花崗岩の組成としてK2O　4.5%と表示されていれば、これは約26.6%の正長石成分を含んでいると計算される。
カリ肥料の成分表示も同様で、成分が炭酸カリウムあるいは硫酸カリウムであってもカリウム分をK2Oに換算して表示する。